# Лихаджи, Исаак
Исаак Лихаджи (исп. Isaac Lihadji; род. 10 апреля 2002, Марсель) — французский футболист, нападающий клуба «Сандерленд». Участник летних Олимпийских игр 2020 в Токио.

## Клубная карьера
Лихаджи — воспитанник клуба марсельского «Олимпика». 24 сентября 2019 года в матче против «Дижона» он дебютировал в Лиге 1. Летом 2020 года Лихаджи перешёл в «Лилль». 25 сентября в матче против «Нанта» он дебютировал за новый клуб. В своём дебютном сезоне Лихаджи помог клубу выиграть чемпионат. 19 января 2022 года в поединке против «Лорьяна» Исаак забил свой первый гол за «Лилль». 

## Международная карьера
В 2019 года в составе юношеской сборной Франции Лихаджи принял участие в юношеском чемпионате Европы в Ирландии. На турнире он сыграл в матчах против команд Чехии, Италии, Англии и Швеции.
В том же году Лихаджи принял участие в юношеском чемпионате мира в Бразилии. На турнире он сыграл в матчах против команд Чили, Южной Кореи, Гаити, Австралии, Испании, Бразилии и Нидерландов. В поединках против чилийцев, корейцев и испанцев Исаак забил три гола.
В 2021 году Лихаджи принял участие в Олимпийских играх в Токио. На турнире он сбыл запасным и на поле не вышел.

## Достижения
Командные
 «Лилль»
- Чемпион Франции: 2020/21
- Обладатель Суперкубка Франции: 2021